# Drabescus formosanus
Drabescus formosanus är en insektsart som beskrevs av Matsumura 1912. Drabescus formosanus ingår i släktet Drabescus och familjen dvärgstritar. Inga underarter finns listade i Catalogue of Life.